# 차오저우시
차오저우(조주, 중국어: 潮州, 병음: Cháozhōu)는 중화인민공화국 광둥성 동부에 위치한 지급시이다. 남쪽으로 산터우, 남서쪽으로 제양, 북서쪽으로 메이저우, 동쪽으로 푸젠성과 접하고 남동쪽으로 남중국해에 면한다.

## 지리

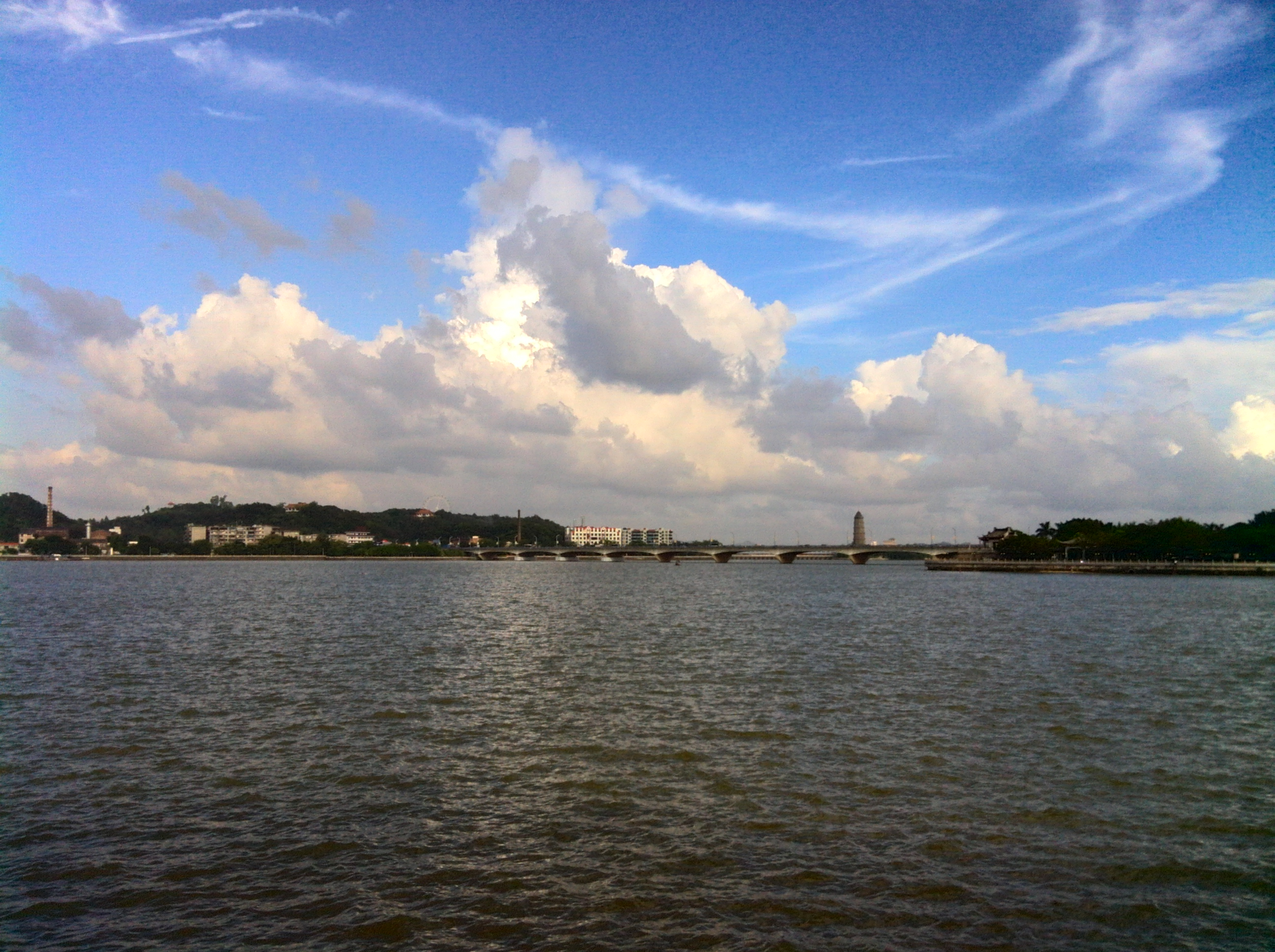
한강

차오저우는 광둥 성의 최동단, 산터우의 북쪽에 위치한다. 한강 삼각주의 북쪽에 위치하고 한 강이 도시를 통과한다.
연평균 기온은 22.6°C이고 최고기온기록은 39.6°C, 최저기온기록은 -0.5°C이다. 연평균 강수량은 1711.6mm고 연평균 일조시간은 1992.2시간이다.
| 차오저우시의 기후                                             | 차오저우시의 기후 | 차오저우시의 기후 | 차오저우시의 기후 | 차오저우시의 기후 | 차오저우시의 기후 | 차오저우시의 기후 | 차오저우시의 기후 | 차오저우시의 기후 | 차오저우시의 기후 | 차오저우시의 기후 | 차오저우시의 기후 | 차오저우시의 기후 | 차오저우시의 기후 |
| 월                                                            | 1월               | 2월               | 3월               | 4월               | 5월               | 6월               | 7월               | 8월               | 9월               | 10월              | 11월              | 12월              | 연간              |
| ------------------------------------------------------------- | ----------------- | ----------------- | ----------------- | ----------------- | ----------------- | ----------------- | ----------------- | ----------------- | ----------------- | ----------------- | ----------------- | ----------------- | ----------------- |
| 역대 최고 기온 °C (°F)                                        | 29.5 (85.1)       | 30.7 (87.3)       | 33.3 (91.9)       | 35.0 (95.0)       | 35.8 (96.4)       | 37.7 (99.9)       | 39.4 (102.9)      | 38.5 (101.3)      | 37.6 (99.7)       | 37.2 (99.0)       | 34.0 (93.2)       | 29.9 (85.8)       | 39.4 (102.9)      |
| 일평균 최고 기온 °C (°F)                                      | 19.8 (67.6)       | 20.3 (68.5)       | 22.4 (72.3)       | 26.3 (79.3)       | 29.5 (85.1)       | 31.8 (89.2)       | 33.5 (92.3)       | 33.3 (91.9)       | 32.3 (90.1)       | 29.9 (85.8)       | 26.3 (79.3)       | 21.8 (71.2)       | 27.3 (81.1)       |
| 일일 평균 기온 °C (°F)                                        | 14.7 (58.5)       | 15.5 (59.9)       | 17.8 (64.0)       | 21.9 (71.4)       | 25.4 (77.7)       | 27.8 (82.0)       | 29.1 (84.4)       | 28.7 (83.7)       | 27.7 (81.9)       | 24.9 (76.8)       | 21.1 (70.0)       | 16.5 (61.7)       | 22.6 (72.7)       |
| 일평균 최저 기온 °C (°F)                                      | 11.3 (52.3)       | 12.4 (54.3)       | 14.8 (58.6)       | 18.8 (65.8)       | 22.5 (72.5)       | 25.1 (77.2)       | 25.9 (78.6)       | 25.6 (78.1)       | 24.4 (75.9)       | 21.3 (70.3)       | 17.4 (63.3)       | 12.9 (55.2)       | 19.4 (66.8)       |
| 역대 최저 기온 °C (°F)                                        | 2.5 (36.5)        | 3.8 (38.8)        | 5.2 (41.4)        | 9.5 (49.1)        | 16.0 (60.8)       | 18.9 (66.0)       | 22.9 (73.2)       | 22.6 (72.7)       | 17.8 (64.0)       | 13.1 (55.6)       | 6.9 (44.4)        | 2.1 (35.8)        | 2.1 (35.8)        |
| 평균 강수량 mm (인치)                                         | 40.4 (1.59)       | 52.9 (2.08)       | 102.2 (4.02)      | 147.8 (5.82)      | 195.3 (7.69)      | 322.0 (12.68)     | 270.8 (10.66)     | 291.7 (11.48)     | 183.0 (7.20)      | 27.7 (1.09)       | 40.4 (1.59)       | 37.4 (1.47)       | 1,711.6 (67.37)   |
| 평균 강수일수 (≥ 0.1 mm)                                      | 6.3               | 9.5               | 12.3              | 12.9              | 16.4              | 18.9              | 15.2              | 16.3              | 11.1              | 3.9               | 4.9               | 6.2               | 133.9             |
| 평균 상대 습도 (%)                                            | 74                | 77                | 78                | 79                | 80                | 82                | 79                | 80                | 77                | 71                | 72                | 71                | 77                |
| 평균 월간 일조시간                                            | 151.4             | 112.0             | 111.2             | 120.2             | 144.5             | 161.3             | 228.5             | 205.3             | 200.4             | 205.9             | 182.7             | 168.8             | 1,992.2           |
| 가능 일조율                                                   | 45                | 35                | 30                | 32                | 35                | 40                | 55                | 52                | 55                | 58                | 56                | 51                | 45                |
| 출처: 중국기상국 (평년값: 1994년~2020년, 극값: 1981년~2010년) |                   |                   |                   |                   |                   |                   |                   |                   |                   |                   |                   |                   |                   |

## 역사
BC214년에 차오저우는 미개발된 지역으로 진나라 남해군(南海郡)의 일부였다. 한나라 때는 동관군(東官郡)의 해양현(海陽縣)에 속했다. 동진 왕조 때인 413년에 동관군은 의안군(義安郡)으로 이름이 바뀌었다. 591년 수나라 초엽에 의안군은 조주가 되었다. 명청 대에는 조주부에 속했다.
1937년에는 제5구 행정독찰구에 속하였고 1950년에 차오산 지구(潮汕地区)가 되었다. 1953년에 현급시인 차오저우 시가 설치되었다. 차오저우 시는 1958년에 폐지되었다가 1979년에 다시 설치되었다. 1991년 12월에 차오저우는 지급시로 승격되었다.
차오저우는 주변의 도시 산터우, 제양과 차오산으로 불린다. 이 이름은 1958년부터 1983년까지 세 개의 도시를 포함한 연합행정구역을 일컫는데 사용되었다.

## 정치
시위 당서기: 이쉬화 (李水华)
시장: 노춘제 (卢淳杰)

## 경제
2006년 도시의 총 GDP는 330억 위안으로 예년에 비해 13% 성장하였다. 농업 생산량은 57억 3200만 위안으로 3.1% 감소하였다. 공업 생산량은 649억 위안으로 16.4% 증가하였다. 도시의 7개의 기둥 산업은 도자기, 의복, 식품, 플라스틱, 전자제품, 철강제품 제조와 인쇄업으로 229억 2천만 위안으로 30.3% 증가하였고 공업 생산량의 62.7%를 차지하였다. 2006년 세 산업의 합계 GDP의 비는 9.5:56.2:34.3이었다. 지방 재정 수입은 23.2% 증가한 118억 1400만 위안이었다. 수출입의 총계는 23억 달러로 21.3% 증가하였다. 전체 소비품 소매 판매는 118억 1400만 위안으로 14.7% 증가하였다. 교통, 통신, 의복, 건강관리 제품과 주택 소비가 크게 증가했다. 도시 거주자의 지출은 35억 6천만 위안에 달했고 농촌 거주자의 지출은 82억 5천만 위안으로 각각 각각 11.1%, 16.4%씩 증가했다. 한 해 동안 차오저우는 189만 9000명이 방문해 15.6% 증가했고 관광 수입은 27억 4800만 위안으로 15.4% 증가했다. 고정투자자산은 109억 7400만 위안으로 12.4% 증가했다.

## 문화
조주 문화는 사람들의 문화, 모든 국내외 조주 사람들이 총이다. 조주는 오랜 역사를 가지고, 대만, 동남 아시아는 밀접한 관계를 가지고 있지만, 또한 유명한 고향, 1986년 국무원이 그(것)들의 사이에서 국가 역사 문화 도시의 두 번째 배치, 조주의 목록을 발표했다.

## 행정 구역
2개의 시할구, 1개의 현을 관할한다.
- 샹차오 구(湘桥区)
- 차오안 구(潮安区)
- 라오핑 현(饶平县)

## 교통

### 지역 교통

#### 버스

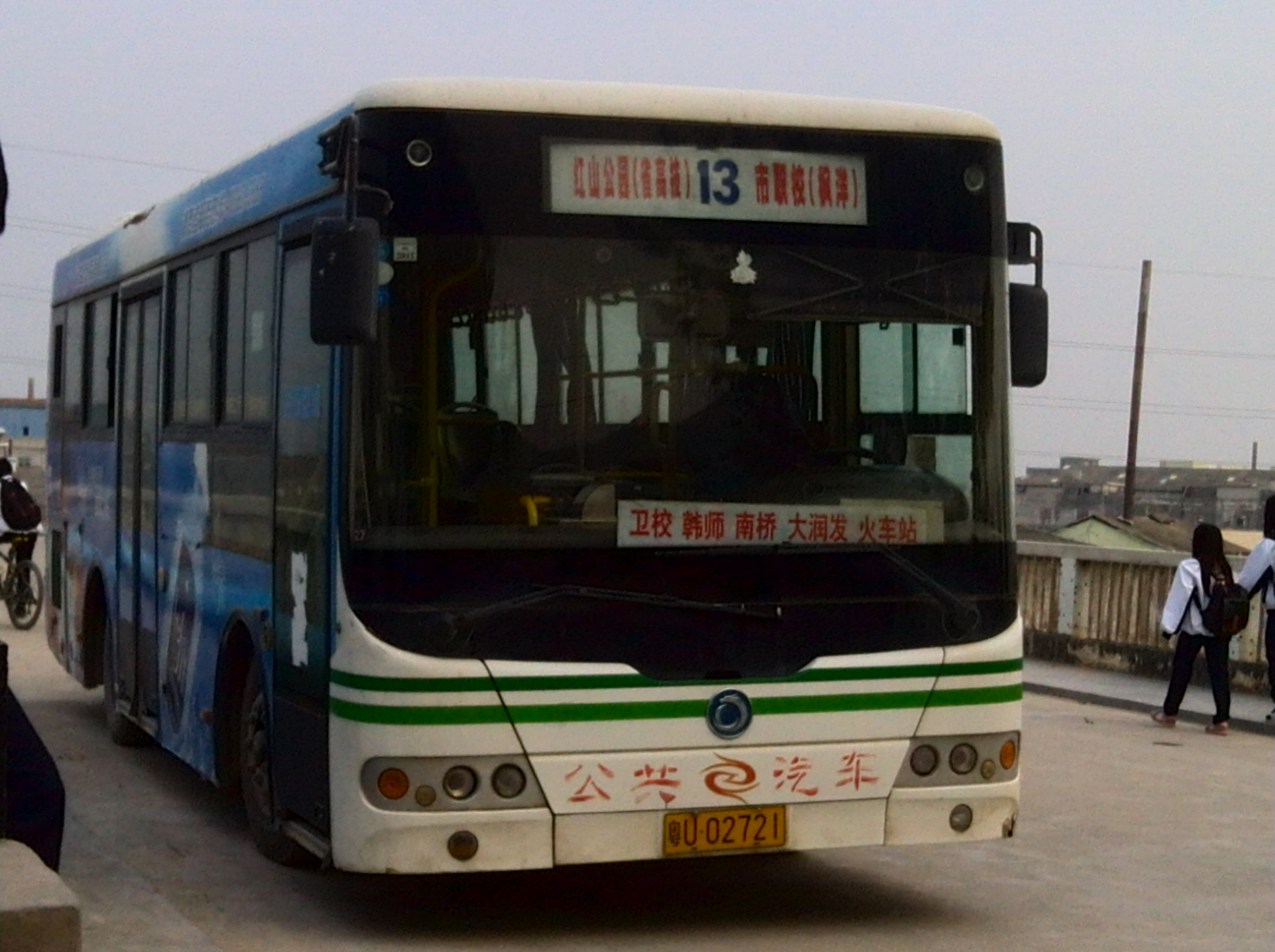
조주 버스

2010년 2월 6일에서 조주 시내 버스 라인 (9) 버스로 인해 품질이 낮은 휘발유의 사용으로 기존의 버스를 해결하기 위해 큰 흔들림 오래 된 낡은 버스 밖으로 모두 작업, 새로운 천연 가스 버스로 전환했다 배기 오염의 결과.
조주시, 13 버스 노선 2 위안 요금, 자동 동전 정확한 변화이다.버스의 일부는 이동을 용이하게하기 위해, 스마트 카드 기능을 통해 한강의 브러시를 개설하고있다. 그리고 버스 방송 (스피커와과 LED) 기능은 하차 승객을 용이하게한다.
아침 시간은 6:40, 18:30의 마지막 열차이다.

## 시외·국외 교통

### 항공
- 제양 차오산 국제공항

### 철도
- 차오저우 역

## 자매 도시
- 태국, 방콕
- 프랑스, 파리13구

## 앨범

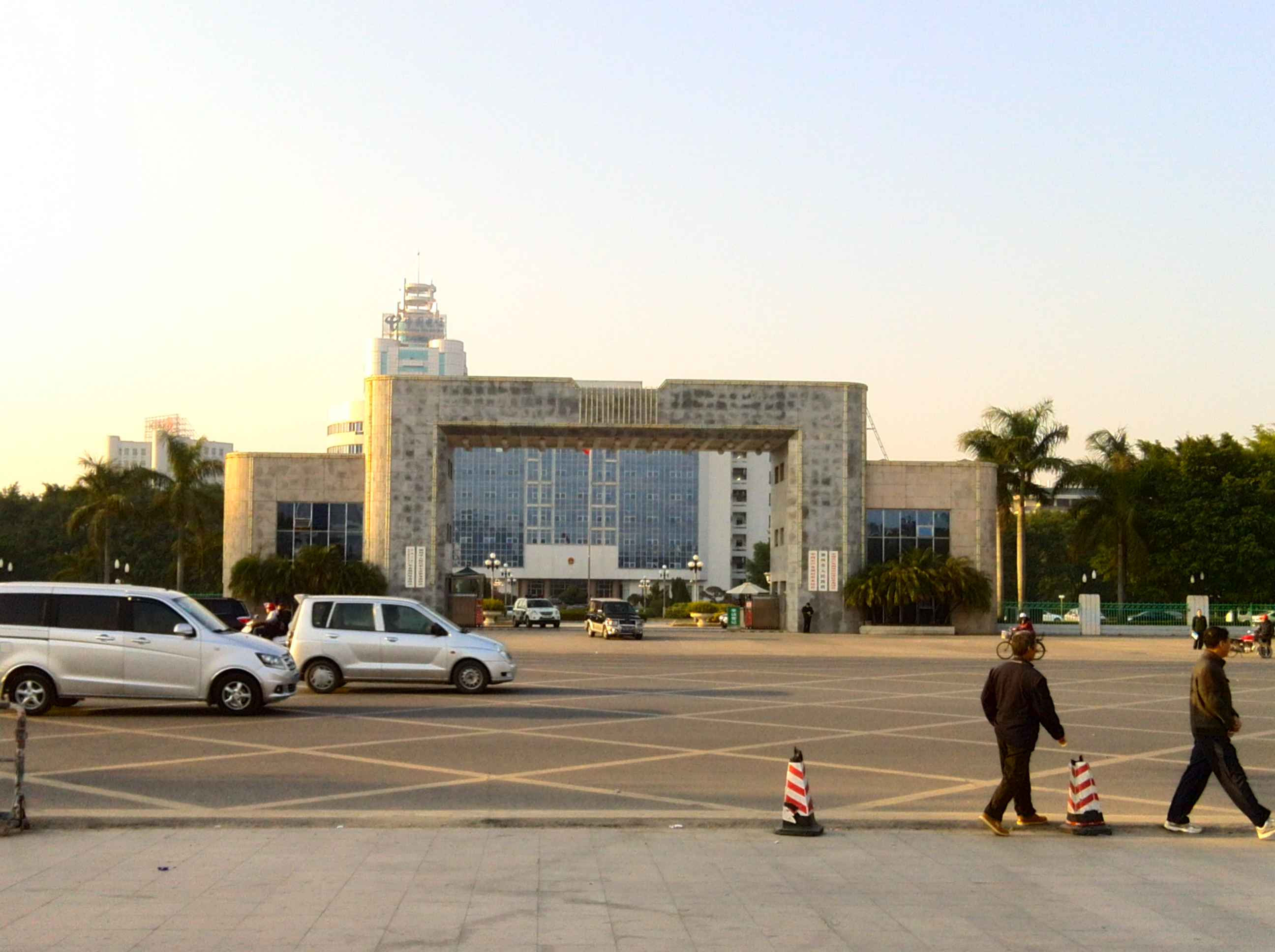
조주시 인민 정부
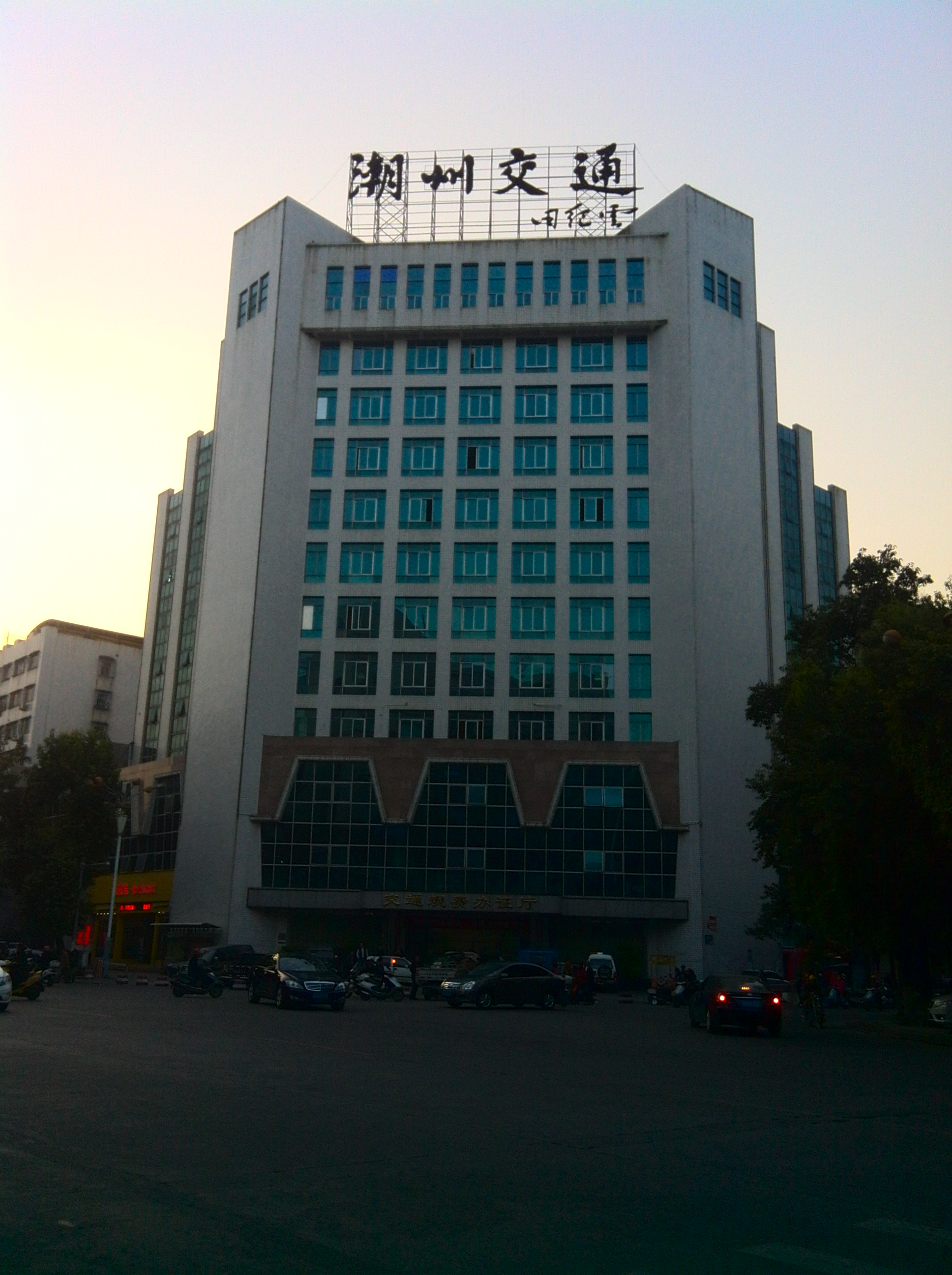
조주 소통량 건물
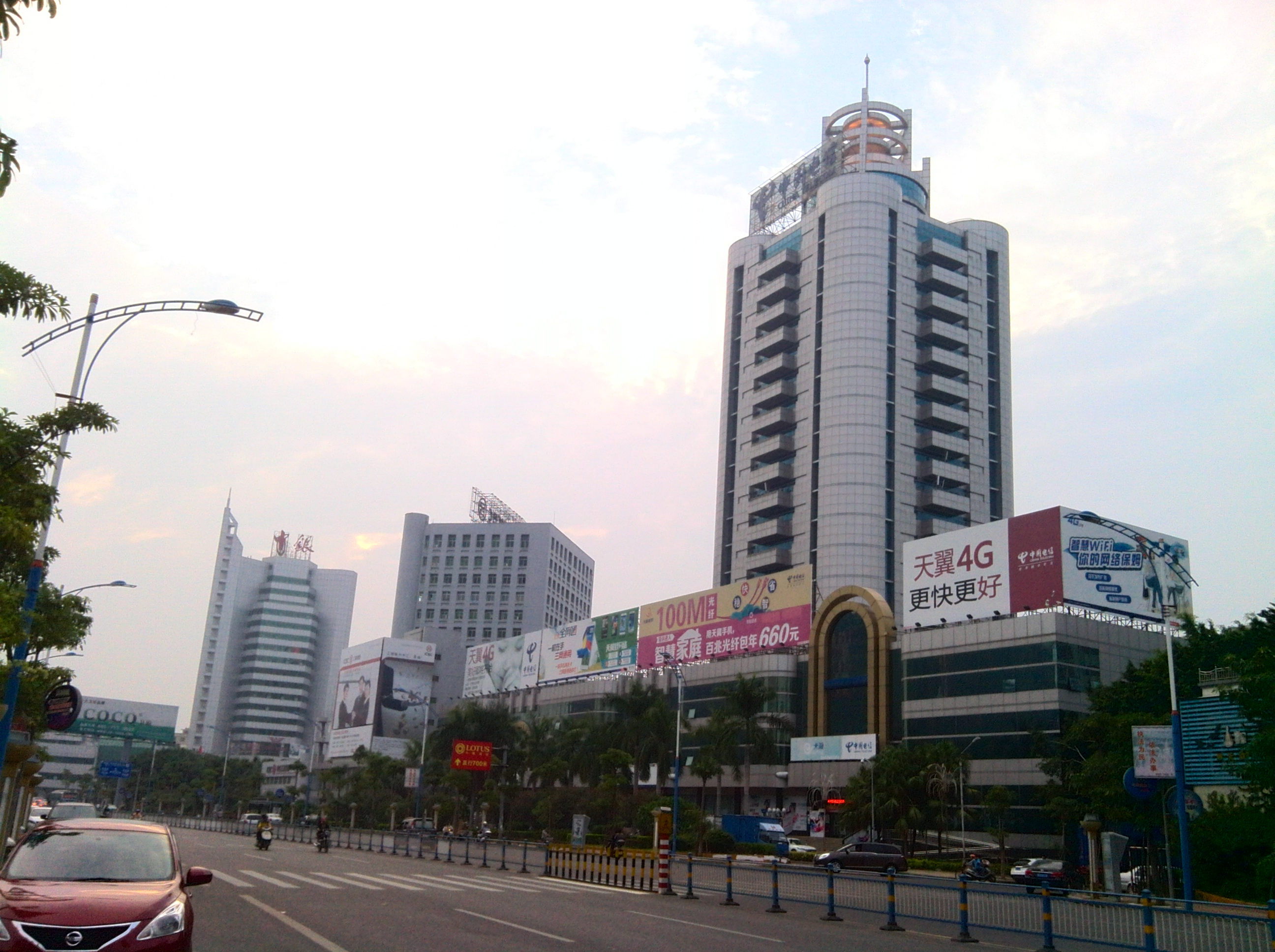
차오펭 도로는 세 블록, 중국 탑 (왼쪽), 산업 및 중국 건축의 상업 은행 (중심의)의 즉 은행, 텔레콤 타워 (오른쪽) 건물 조주 조주 애비뉴에 위치하고 있다.
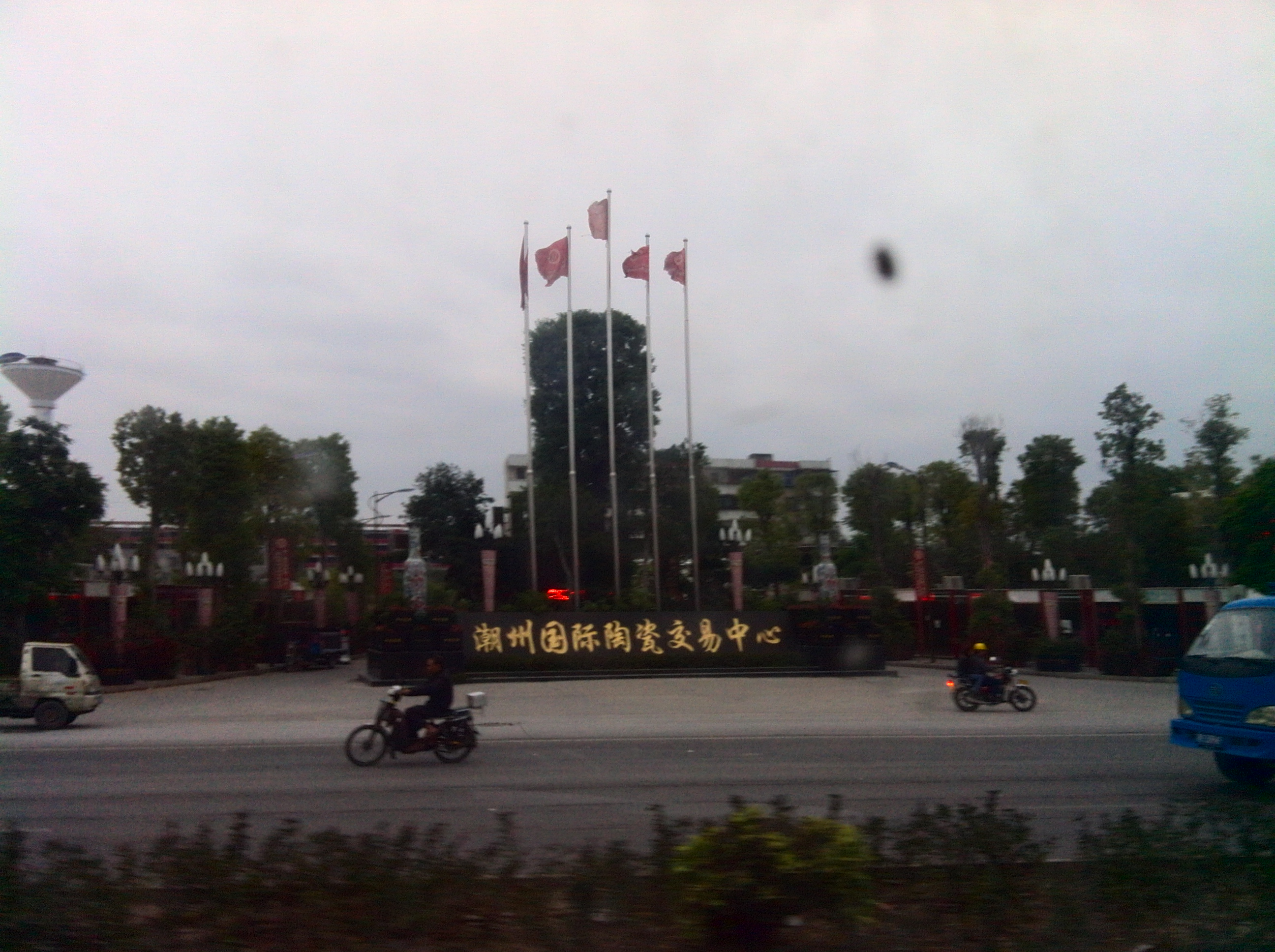
조주 국제 도자기 무역 센터
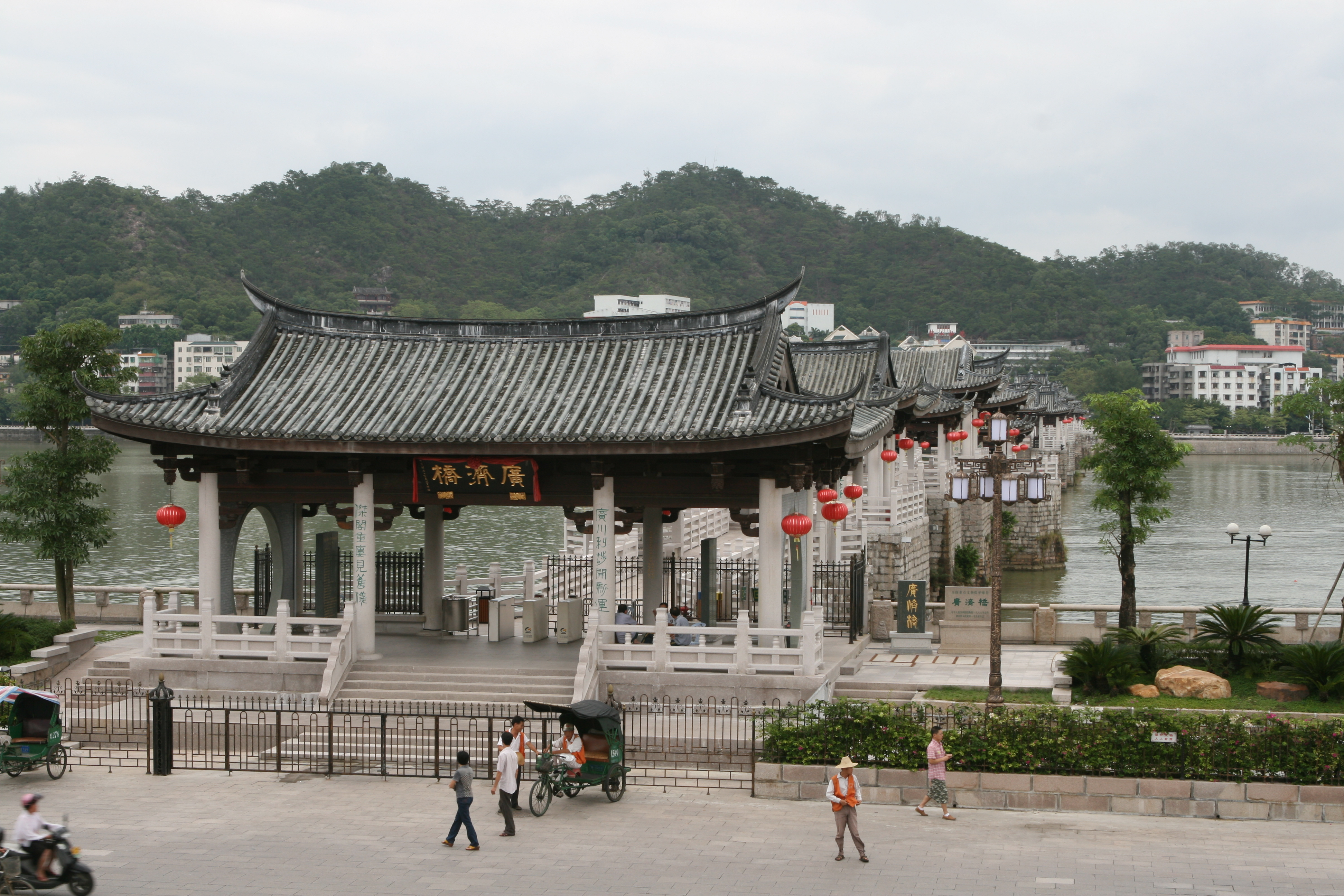
광제 다리
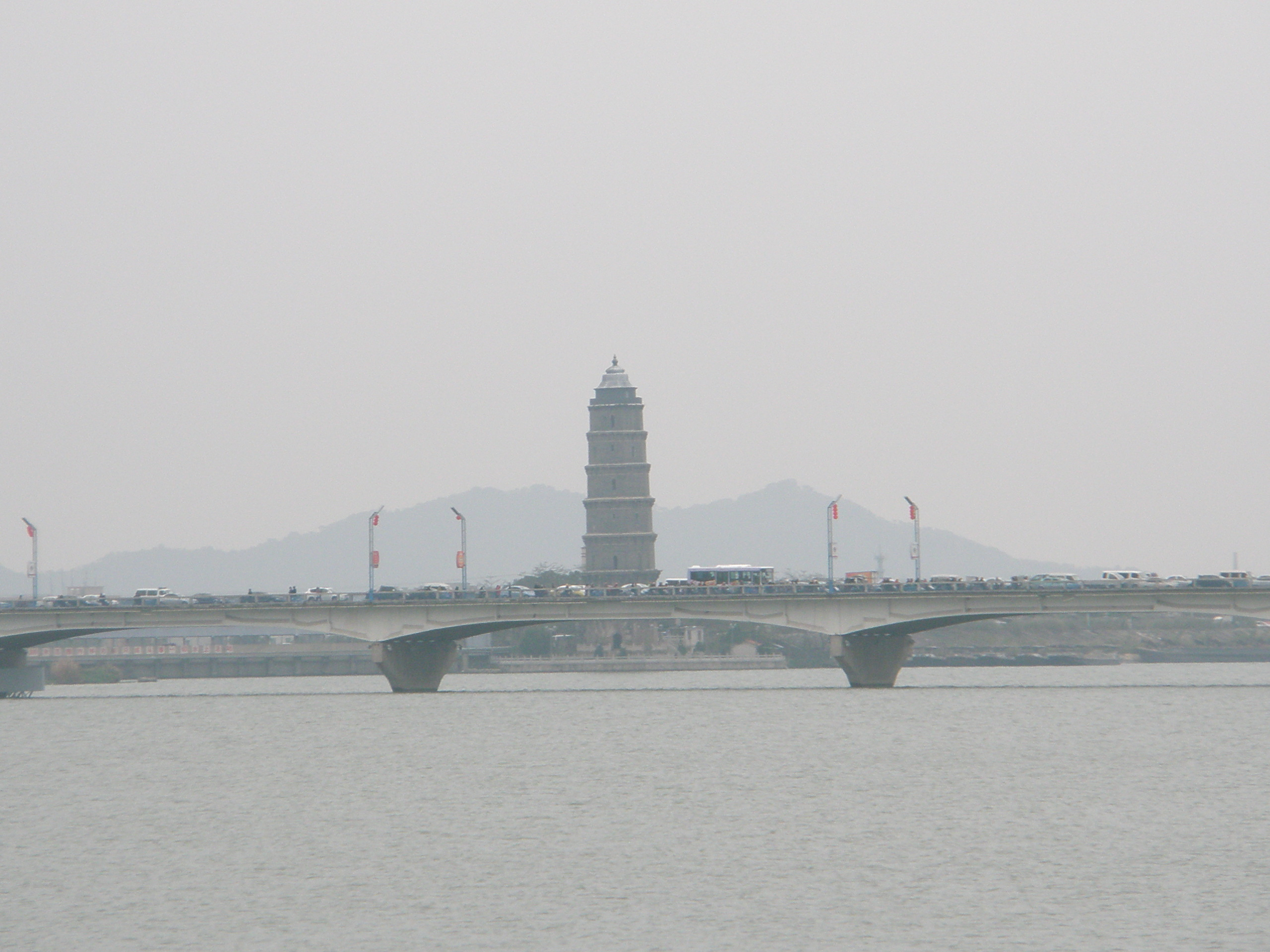
피닉스 타워
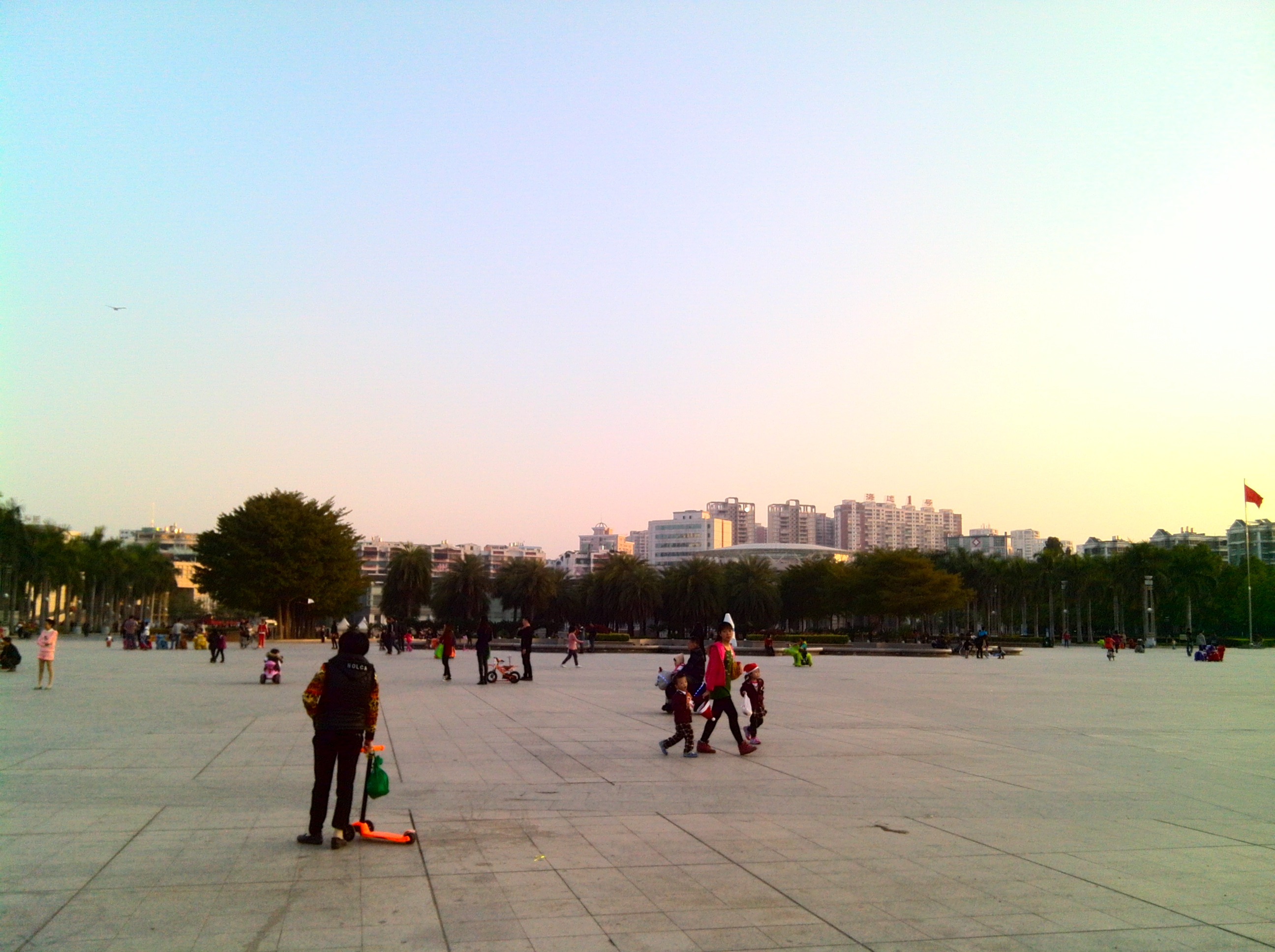
조주 인민 광장
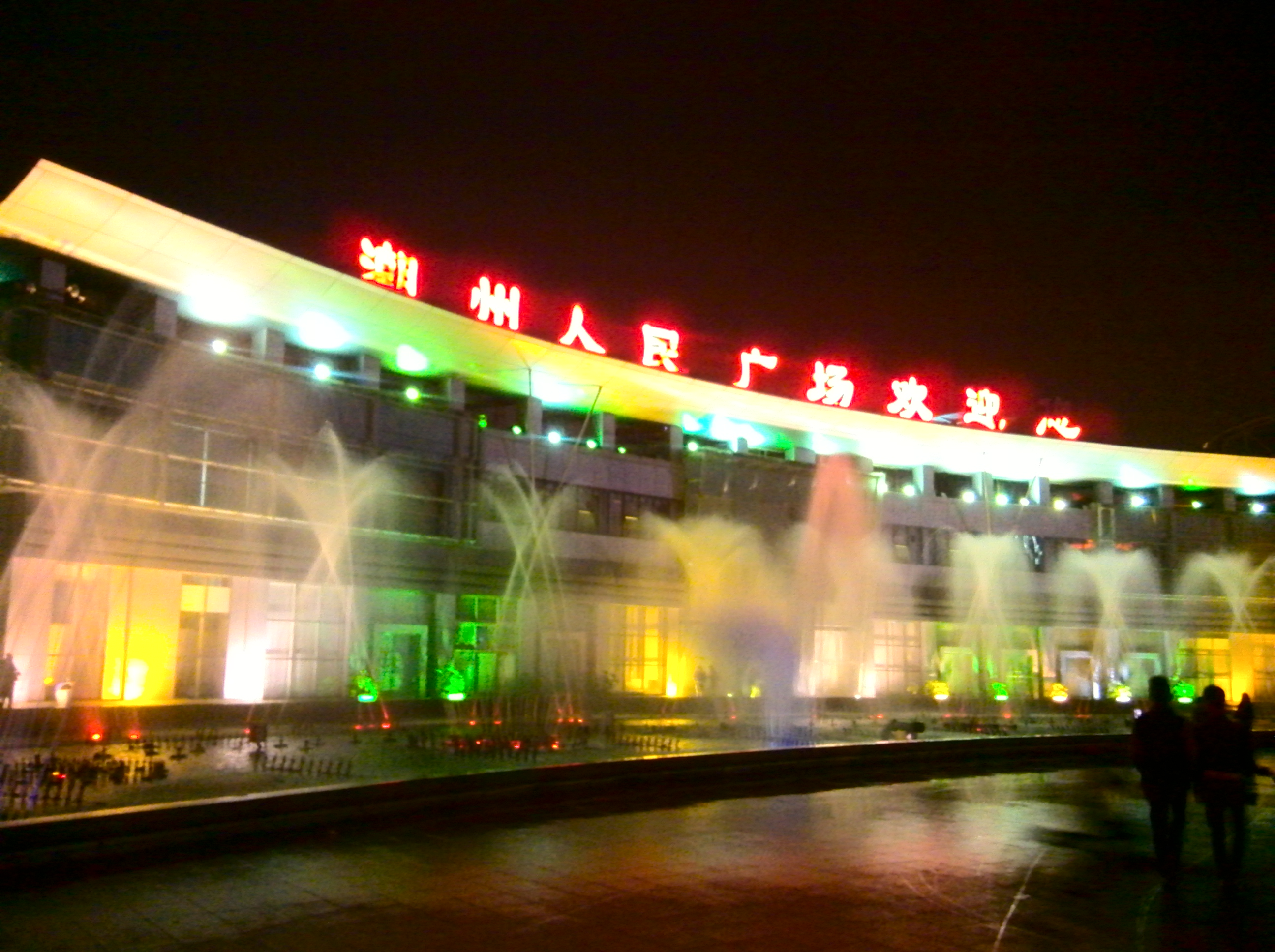
조주 인민 광장 음악분수